# غاستون فان روي
غاستون فـان روي هو لاعب رماية بلجيكي، ولد في 9 فبراير 1916 في لاهاي في هولندا، وتوفي في 6 ديسمبر 1989.

## وصلات خارجية
- غاستون فـان روي على موقع أوليمبيديا (الإنجليزية)